# Scotorythra syngonopa
Scotorythra syngonopa là một loài bướm đêm trong họ Geometridae.